# The Recoil (film fra 1917)
The Recoil er en amerikansk stumfilm fra 1917 af George Fitzmaurice.

## Medvirkende
- William Courtenay som Richard Cameron
- Lilian Greuze som Marian Somerset
- Frank Belcher som Charles Van Horn
- Dora Mills Adams som Mrs. Somerset.
- William Raymond som Page Somerset